# Хорольська волость
Хорольська волость — адміністративно-територіальна одиниця Хорольського повіту Полтавської губернії з центром у повітовому місті Хорол (до складу волості не входило).
Станом на 1885 рік — складалася з 60 поселень, 17 сільських громад. Населення 6839 — осіб (3319 осіб чоловічої статі та 3520 — жіночої), 727 дворових господарств.

Старшинами волості були:
- 1900—1904 роках козак Михайло Якович Гриненко[2],[3];
- 1913—1915 роках козак Трофим Якович Тимошенко[4],[5].